# رسانه‌های تاجیکستان
برای بیشتر مردم تاجیکستان رادیو و تلویزیون مهم‌ترین منابع دریافت اطلاعات هستند. دولت امام‌علی رحمان در دوران جنگ داخلی تاجیکستان (۱۹۹۲–۹۷) هم رسانه‌های مخابراتی و هم رسانه‌های نوشتاری را به شدت سرکوب کرد. از آن زمان، هیچ‌کدام موفق به بازیابی کار مستقل خویش نشده‌اند. در سال ۲۰۰۶ شش ایستگاه تلویزیونی دولتی و ۱۸ مرکز خصوصی (که بیشتر از نظر تجهیزات وابسته به دولتند) در حال کار بودند. گرچه قانون ثبت رسانه‌های مستقل را اجباری کرده‌است، چندین ایستگاه‌های بدون مجوز نیز در این کشور فعالیت می‌کنند. شبکه‌های روسی نیز توسط ماهواره دریافت می‌شوند و بیشتر مناطق یکی از دو شبکه تلوزیونی ملی را دریافت می‌کنند. ایستگاه‌های رادیویی به زبان‌های فارسی تاجیکی و فارسی ایرانی، روسی و ازبکی برنامه پخش می‌کند. در سال ۲۰۰۰ ۱۴۱ رادیو ۳۲۶ تلویزیون به ازای ۱٬۰۰۰ نفر جمعیت در این کشور موجود بود. تلویزیون تاجیکستان پخش‌کننده دولتی این کشور است.
گردش روزنامه در دوران پساشوروی به دلیل هزینه بالای مواد اولیه و فقر جمعیت به شدت کاهش یافته‌است. هیچ روزنامه مخالفی در آستانه انتخابات ریاست جمهوری ۲۰۰۶ در نتیجه فشارهای دولت و امتناع از تمدید مجوز فعالیت نکرد. پرتیراژترین روزنامه‌های این کشور جمهوریت (سه بار در هفته)، خلق آوازی (آواز خلق، به ازبکی، سه بار در هفته)، کورر تاجیکستانا (پیک تاجیکستان، به روسی، یک بار در هفته)، صدای مردم (سه بار در هفته)، و تاجیکستان (سه بار در هفته) هستند. در سال ۲۰۰۶ چهار خبرگزاری داخلی و یک خبرگزاری روسی (ریانووستی) مشغول به کار بودند.